# Державна бібліотека в Берліні
Державна бібліотека в Берліні (нім. Staatsbibliothek zu Berlin) — найбільша універсальна наукова бібліотека Німеччини, яка є власністю Фонду прусської культурної спадщини.

## Історія
Бібліотека заснована у 1661 році курфюрстом Бранденбурга Фрідріхом Вільгельмом як Курфюрстська бібліотека у Кельні на Шпре (нім. Churfürstliche Bibliothek zu Cölln an der Spree). У 1701 році Фридрих I переіменував її на Королівську бібліотеку в Берліні (нім. Königliche Bibliothek zu Berlin). Після повалення монархії у Німеччині у кінці Першої світової війни бібліотека отримала нову назву — Прусська державна бібліотека (нім. Preußische Staatsbibliothek).
Розвиток бібліотеки був перерваний у часи Другої світової війни. В цей час фонди бібліотеки (тоді близько трьох мільйонів томів книг та інших матеріалів) були вивезені у безпечні місця і приховані у 30 монастирях, замках та соляних шахтах Гессену та Сілезії. Після закінчення війни та розділу Німеччини у 1945 році лише незначна частина бібліотечних фондів була повернена у приміщення бібліотеки на Ундер-ден-Лінден (нині Будівля 1). Основні матеріали були перевезені до західної окупаційної зони у Марбург і повернулися до Берліна (у приміщення на Потсдамській вулиці, нині Будівля 2) лише у кінці 1970-х років. Інші частини фонду були вивезені до бібліотек Польщі та СРСР, де вони зберігаються досі. Найзначнішою серед цих колекцій є Берлінка (близько 300 тис. одиниць збереження), яка була оголошена частиною репарації Німеччини на користь Польщі. Наразі тривають міжурядові дискусії щодо повернення цих цінностей Німеччині.
Таким чином, після Другої світової війни на базі Прусської державної бібліотеки було утворено дві установи: Німецьку державну бібліотеку (нім. Deutsche Staatsbibliothek) у Східному Берліні та Державну бібліотеку прусської культурної спадщини (нім. Staatsbibliothek Preußischer Kulturbesitz) у Західному Берліні. У 1980-х рр. у цих бібліотеках розпочалися консультації щодо можливостей возз'єднання. Після об'єднання Німеччини ці процеси посилилися. Так, 1 травня 1990 року бібліотеками був опублікований спільний меморандум «Німецька державна бібліотека та Державна бібліотека прусської культурної спадщини і їхнє спільне майбутнє як Єдиної державної бібліотеки Берліна» (нім. Die Deutsche Staatsbibliothek und die Staatsbibliothek Preußischer Kulturbesitz und ihre gemeinsame Zukunft als «Vereinigte Staatsbibliotheken zu Berlin»). 1 січня 1992 року дві установи були передані у керування Фонду прусської культурної спадщини та об'єднані під сучасною назвою «Державна бібліотека в Берліні — Прусська культурна спадщина».

## Будівлі бібліотеки

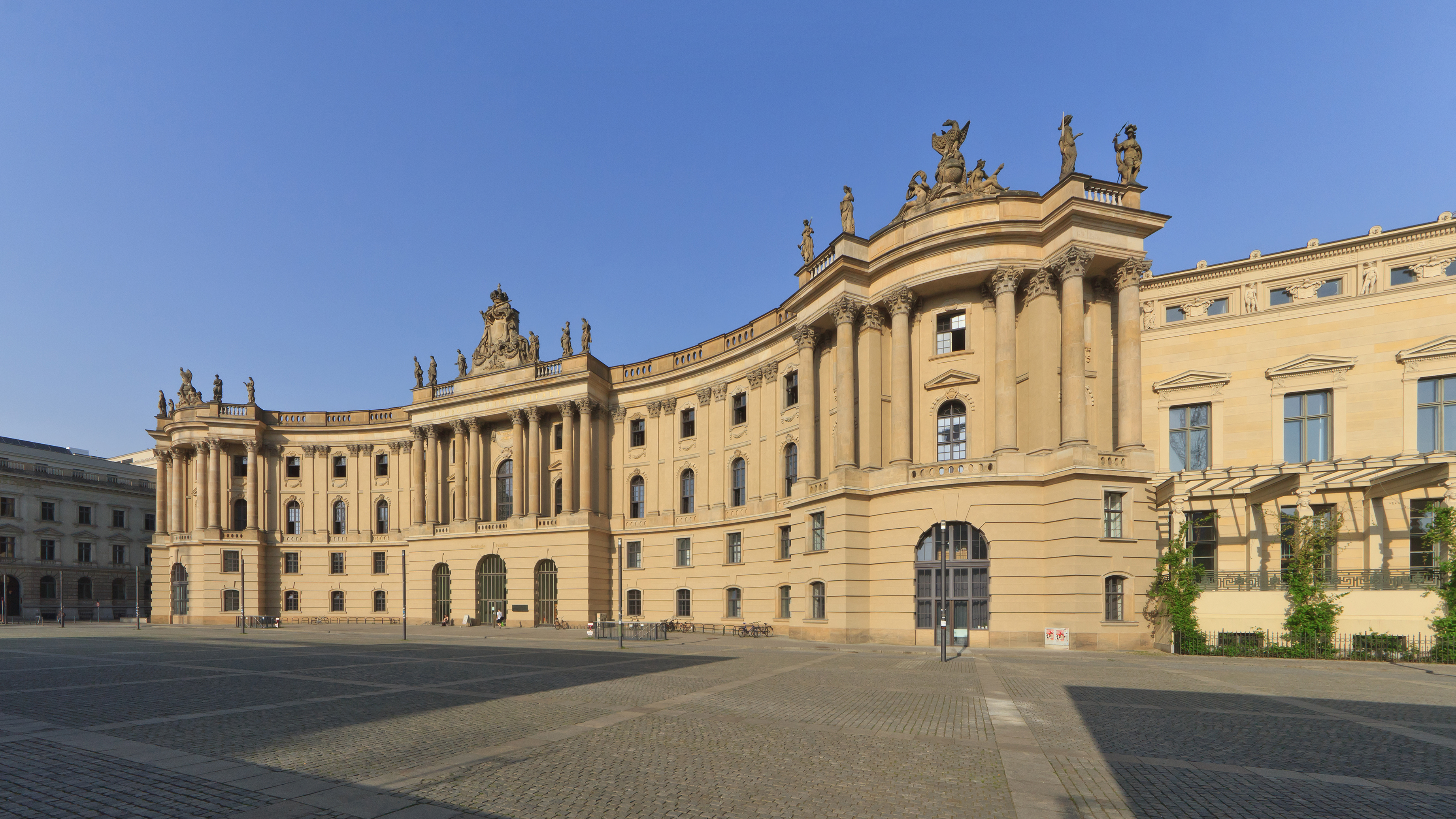
Колишня будівля Старої бібліотеки на Бебельплац (прозвана Комодом)

До 1780 року бібліотека розміщувалася у аптекарському флігелі Берлінського міського палацу.

### «Комод» на Оперній площі (1780—1913)
У другій половині XVIII ст. постало питання побудови для бібліотеки власного приміщення. За цю роботу у 1775 році взявся архітектор Георг Христіан Унгер. Король Фридрих I Великий наказав скопіювати проєкт Міхаелертракту віденьського Гофбурга роботи архітектора Йозефа Емануеля Фішера фон Ерлах. Будівлю для бібліотеки, зібрання якої нараховували на той час близько 150 тис. томів, було споруджено у 1780 році у західній частині Бебельплац, раніше Оперної площі (нім. Opernplatz), на Унтер-ден-Лінден. За свої витончені форми вже більше двохсот років берлінці з любов'ю називають будівлю Старої бібліотеки «комодом».
Тут є історичний парадокс: проєкт Міхаелертракту, у дещо зміненій формі, в самому Відні був реалізований лише у 1889—1893 рр. Таким чином, берлінська копія на сто років старша віденського оригіналу.
Зараз у «Комоді» розміщується юридичний факультет Гумбольдтського університету. У 1913—1914 роках Королівська бібліотека переїхала у нову будівлю за адресою Унтер-ден-Лінден 8, яка зараз є однією з двох головних будівель Державної бібліотеки в Берліні.

### Будівля на Унтер-ден-Лінден (з 1914 року)

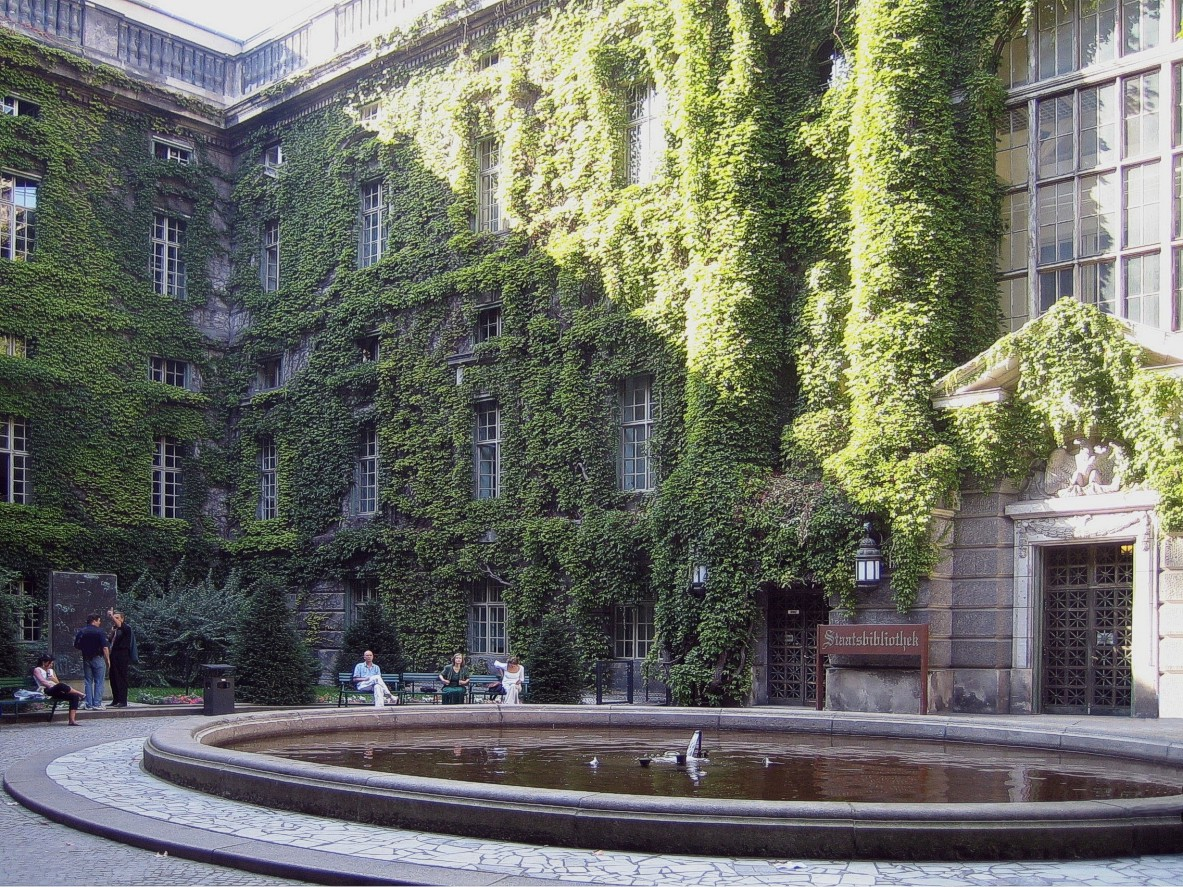
Внутрішній двір будівлі Державної бібліотеки на Унтер-ден-Лінден

Бібліотека на Унтер-ден-Лінден сформувалася як центр історичних досліджень. У 1903—1914 роках за проєктом архітектора та придворного зодчого Ернста фон Іне для Королівської бібліотеки була збудована найбільша історична будівля округу Мітте площею 170 на 107 м. У 1944 році в ході воєнних дій був зруйнований функціональний і архітектурний центр будівлі — Купольний зал. Загалом, через бомбардування, було зруйновано 40% площ будівлі.
З 2000 року триває реконструкція будівлі з одночасною добудовою нових приміщень: головного читального зала, книгосховища відкритого доступу, сейфових книгосховищ, читального залу рідкісних видань та приміщень громадського призначення. Завершення робіт за проєктом «HG Merz» намічено на 2011 рік. Одночасно проводяться санаційні роботи у історичній будівлі та об'єднання всіх корпусів у єдиний бібліотечний комплекс. Ці заходи мають на меті забезпечити до 2013 року всі умови для функціонування бібліотеки на найсучаснішому рівні.

### Будівля на Потсдамській вулиці (з 1978 року)

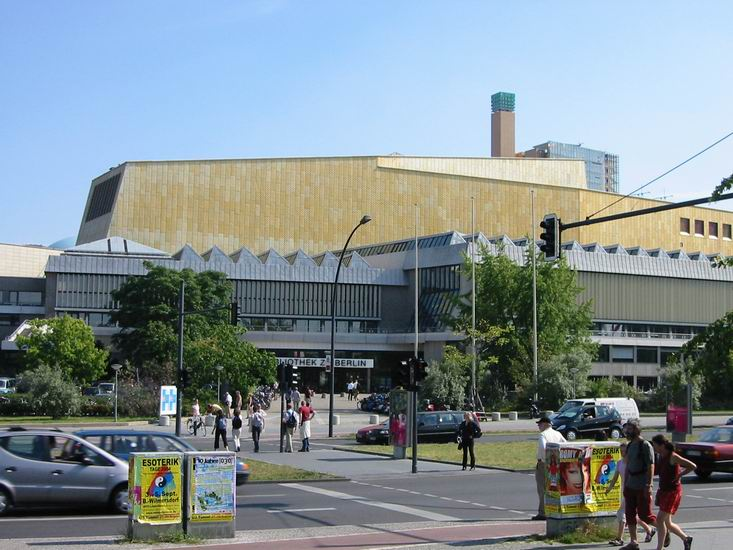
Будівля Державної бібліотеки на Потсдамській вулиці в Культурфорумі

Бібліотека на Потсдамській вулиці створювалася як «бібліотека сучасності». Величезний «книжковий корабель» був побудований на території берлінського Культурфоруму за проєктом архітектора Ганса Шаруна у 1967—1978 роках. Після смерті Шаруна у 1972 році будівництво бібліотеки завершив його учень Едгар Віснієвскі.
Широкому загалу ця будівля відома завдяки фільму Віма Вендерса «Небо над Берліном». Янголи — головні герої фільму — слухають думки читачів у читальних залах бібліотеки на Потсдамській вулиці.
Тридцятирічна експлуатація Будівлі 2 зумовила необхідність її часткової реставрації. Серед основних завдань відновлювальних робіт — заміна азбестових будівельних блоків споруди. У 1960—1970-х роках азбестові матеріали часто використовувались у будівництві. В тому числі, вони використовувались при будівництві «книжкового корабля» Культурфоруму. Сучасні вимірювання довели небезпечність повітря, забрудненого азбестовим пилом, для читачів та співробітників бібліотеки. Ремонтні роботи розпочалися у 2006 році. Щоб уникнути закриття великих площ приміщення для відвідувачів, був розроблений план ремонтних робіт, розрахований на 8-9 років.
До 2011 року у берлінському районі Фрідріхсгаген має завершитися будівництво третьої будівлі Державної бібліотеки в Берліні. Планування цієї будівлі розпочалося у 2004 році, роботи очолив мюнхенський архітектор Еберхард Віммер.

## Фонди бібліотеки

### Склад фондів
За своїм видовим та тематичним складом фонди Державної бібліотеки у Берліні є універсальними. Бібліотека має документи на різних носіях з усіх наукових дисциплін, проте, наявна деяка спеціалізація на психології, гуманітарних та суспільних науках. За мовною та територіальною ознаками фонд бібліотеки також є універсальним. Це особливо важливо в аспекті того, що Національна бібліотека Німеччини (на відміну від інших національних бібліотек) зосереджується виключно на німецькомовній літературі. Таким чином, опрацювання значної частини німецької екстеріорики (а саме, документів, що стосуються Німеччини, але видані іншими мовами) є важливим завданням Державної бібліотеки у Берліні як найбільшої універсальної бібліотеки держави.
Фонд універсальний за хронологічною ознакою. Лише половина документів бібліотечного фонду належить до так званих «сучасних фондів». Це приблизно 7000 000 книг і журналів, опублікованих на всіх мовах світу після 1945 року, офіційні документи та інші матеріали. Іншу половину фондів складають так звані «спеціальні фонди». Це приблизно 3 млн історичних гравюр, раритетних та особливо цінних книг, інкунабули, автографи великих науковців та митців, історичні рукописи західної та східної традицій тощо.
За видовим складом фонди бібліотеки включають:
- 10 млн книг
- 4,400 інкунабул
- 18,300 західних рукописів
- 80,000 східних рукописів
- 250,000 автографів
- 66,350 нотних автографів
- 1,400 особистих архівів
- 450,000 друкованих нотних видань
- 960,000 карт і атласів
- 38,000 передплат періодичних та серіальних видань
- 180,000 архівів історичних газет та 400 газетних передплат
- Чисельні бази даних
- 2.3 млн мікрофіш та мікрофільмів
- 13.5 млн естампів, репродукцій та інших образотворчих видань

### Скарби бібліотеки
У Берлінській державній бібліотеці зберігаються унікальні цінності світової культури. Серед них, десятки тисяч безцінних автографів, 200 тисяч рідкісних друкованих видань, в тому числі ранньої епохи Мін, рукописи періоду Середніх віків та раннього Нового часу, колекція німецьких друкованих видань 1871—1912 років, архіви видатних вчених та історичні газети з усього світу тощо.
До найцінніших скарбів бібліотеки належать Псалтир Людовика Німецького (IX ст.) та розкішно оздоблений примірник Біблії Ґутенберґа. Найдавнішою рукописною книгою у фонді бібліотеки є коптський кодекс біблейської «Книги притч Соломонових» (III ст.), найдавніший друкований документ фонду — буддійський текст «Хякуманту Дарані» (VIII ст., Японія).
Дуже багатими є фонди нотних автографів великих композиторів. Так, бібліотека має значне зібрання рукописів Вольфганга Амадея Моцарта, в тому числі, автографи майже всіх його найвідоміших опер. Вона зберігає також 80% всіх автографів Йоганна Себастьяна Баха, в тому числі, нотні автографи таких творів, як «Висока меса» сі-мінор, «Страсті за Йоаном» та «Страсті за Матвієм». Безцінний фонд автографів Людвіга ван Бетховена; бібліотека зберігає оригінали його четвертої, п'ятої, восьмої та дев'ятої симфоній.
Автограф Дев'ятої симфонії Бетховена 2001 року був включений до міжнародного реєстру «Пам'ять світу».
Серед інших визначних авторських рукописів, «Декамерон» Джованні Бокаччо, текст національного гімну Німеччини у рукописі Августа Генріха Гофманна фон Фаллерслебена, одне з особливо рідкісних видань «95 тез про індульгенції» Мартіна Лютера, автографи Готхольда Ефраїма Лессінга, Йоганна Вольфганга Ґете та Генріха фон Клейста. Окремо слід виділити також «Карту Німеччини» Миколи Кузанського (1491) та розкішний рукопис віршів Гафіза (1560).
Значна частка особливо цінних документів була втрачена бібліотекою під час Другої світової війни. Частина фондів, евакуйованих від бомбардувань, після закінчення війни опинилися на території Польщі. Ця частина фондів, відома як «Берлінка», включає близько 300 тис. томів середньовічних рукописів, автографів (в тому числі, Мартіна Лютера, Йоганна Вольфганга Ґете, Фрідріха Шиллера, братів Грімм та ін.), більшість нотних автографів Моцарта та Бетховена.

## Обслуговування
Для пошуку та замовлення документів бібліотека пропонує читачам систему електронних каталогів і картотек. Правила користування бібліотекою дозволяють доступ до фондів будь-яким особам віком понад 18 років.